# Fabio Cudicini
Fabio Cudicini (Trieste, 20 de outubro de 1935 – Roma, 8 de janeiro de 2025) foi um futebolista profissional italiano, que jogou como goleiro de 1955 a 1972. Com 1,91 m, ele era um dos mais altos goleiros de seu tempo. Apesar de nunca jogar na Seleção Italiana de Futebol, ele é considerado um dos melhores goleiros de sua geração e como um dos melhores goleiros da Itália.  
Cudicini é principalmente lembrado por seu período de sucesso com o Milan e ele é um dos mais famosos goleiros da história do clube, ajudando-os a conquistar a Liga dos Campeões de 1969. 

## Carreira do clube
Nascido em Trieste, Cudicini começou sua carreira profissional com a Udinese em 1955, fazendo sua estréia durante a temporada 1955-56 na Serie B, ele logo obteve a promoção a Serie A com o clube. Em sua primeira temporada na primeira divisão italiana, ele jogou 13 vezes ao longo da temporada e marcou na sua estréia em uma vitória por 2-0 sobre Palermo em 2 de dezembro de 1956. 
Em 1958, ele se juntou a Roma. Depois de duas temporadas como goleiro reserva de Luciano Panetti, ele foi promovido para a titularidade da equipe em 1960 e manteve o cargo nas próximas seis temporadas, coletando 166 jogos no campeonato e ganhando a Copa das Cidades com Feiras de 1960-61 e uma Coppa Italia em 1964. Ele passou a temporada de 1966-67 com o Brescia, ajudando o clube a evitar o rebaixamento.
Em 1967, aos 32 anos, ele se juntou a Milan, onde permaneceu até sua aposentadoria em 1972, fazendo 127 jogos na Serie A e 183 jogos ao todo sob o comando de Nereo Rocco. No clube rubro-negro, ele conseguiu um sucesso notável nacional e internacional, conquistando o título da Serie A em sua primeira temporada, seguido da Liga dos Campeões e da Copa Intercontinental em 1969 e, finalmente, da Coppa Italia em 1972.   

## Carreira internacional
Apesar de sua reputação e conquistas em seus clubes, Cudicini nunca jogou na Seleção Italiana de Futebol, principalmente devido à presença de vários outros jogadores notáveis ao longo de sua carreira, como Lorenzo Buffon, Giorgio Ghezzi, Dino Zoff e Enrico Albertosi. 
No entanto, ele representou a Itália a nível juvenil e durante o seu tempo com a Roma, ele foi convocado para a equipe italiana B em 8 de maio de 1963; embora ele nunca tenha jogado para a equipe sênior da Itália, ele foi convocado em várias ocasiões como um reserva de Zoff durante a campanha de qualificação da Itália para a Copa do Mundo de 1970.

## Estilo de jogo
Cudicina foi um goleiro espetacular, considerado um dos melhores goleiros de sua geração e como um dos maiores goleiros da Itália e do Milan, Cudicini era conhecido por sua agilidade e reação, bem como o seu grande alcance e por ser esbelto e ter membros longos, que o ajudaram a sair do gol, mas também ocasionalmente limitou sua velocidade e mobilidade às vezes. 
Embora ele muitas vezes se destaca-se ao longo de sua carreira pelo seu atletismo e capacidade de produzir mergulhos acrobáticos e defesas decisivas, ele também era conhecido por ser um goleiro extremamente eficiente, que possuía um excelente sentido de posição. 
Um talento precoce em sua juventude, Cudicini também se destacou por sua consistência e longevidade ao longo de sua carreira e teve uma passagem bem sucedida no Milan mesmo em seus últimos anos; Apesar de sua habilidade, no entanto, ele muitas vezes lutou com lesões ao longo de sua carreira. 
Cudicini usava roupa totalmente negras, que, juntamente com seus membros longos e habilidades de goleiro, lhe renderam o apelido de Il Ragno Nero (Aranha Negra), um apelido que também pertencia ao lendário goleiro soviético Lev Yashin, que também era conhecido por usar roupas totalmente pretas.

## Vida pessoal e morte
Fabio Cudicini é o pai do também goleiro Carlo Cudicini e também é filho do ex-defensor de Ponziana Trieste, Guglielmo Cudicini (já falecido). 
Fabio morreu em 8 de janeiro de 2025, aos 89 anos.

## Títulos

### Clubes
Roma 
- Coppa Italia : 1963-64

Milan 
- Serie A : 1967-68
- Coppa Italia : 1971-72
- Liga dos Campeões: 1968-69
- Copa Intercontinental: 1969

### Individual
- Hall da Fame do AC Milan [6]